# Английская набережная (Ницца)
Англи́йская на́бережная (фр. Promenade des Anglais) — одна из крупнейших набережных в Ницце. Начинается от моста Наполеона III (Pont Napoléon III) и заканчивается переходом в улицу Quai des États-Unis.

## История
В XIX веке основная часть собственности в Ницце в большинстве случаев приобреталась англичанами. В холодную зиму 1820—1821 годов в Ницце увеличилось число нищих. Усилиями англичанина Льюиса Уэя, его жены и деверя в городе были созданы фонды, позволившие трудоустроить безработных. Именно благодаря этим людям в Ницце появилась небольшая дорога шириной 2 метра, названная «Chemin des anglais», и протянувшаяся от реки Paillon до пригорода Ниццы Croix de Marbre.
В 1840 году набережная была обновлена муниципалитетом Ниццы; спустя 4 года она была продлена и официально названа «Promenade des Anglais» (Английская набережная). По другим данным, Английская набережная получила своё название в 1850-х годах.

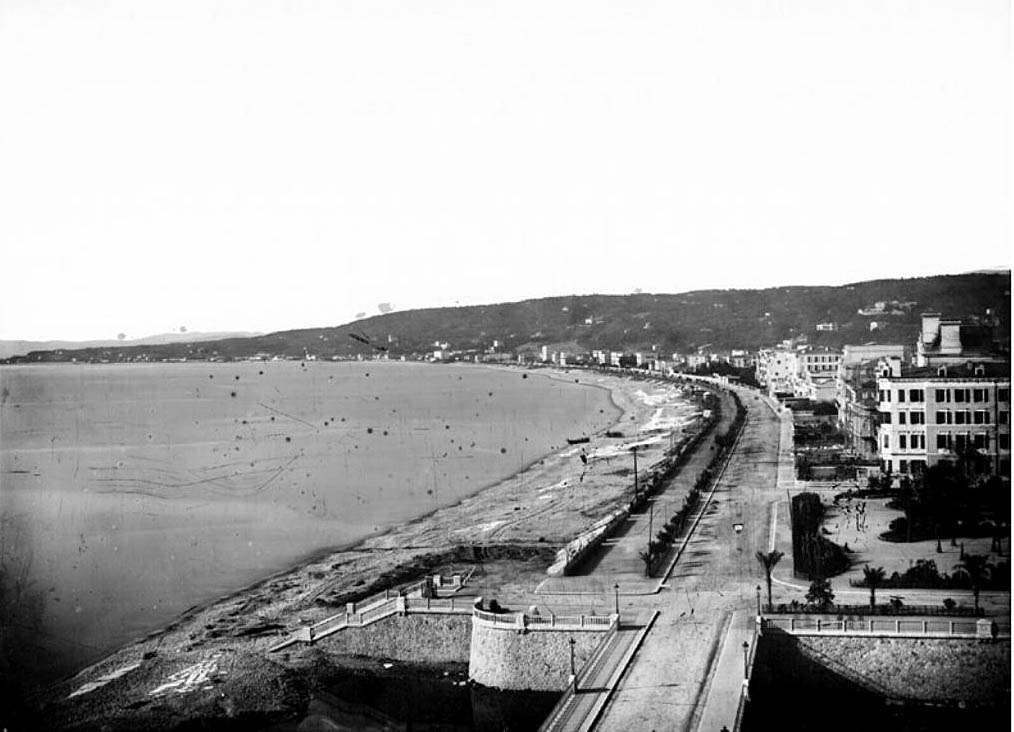
Набережная в 1865 году

В 1854—1856 годах по проекту архитектора Франсуа Оне дорога продлевается до канала Маньян (Magnan) и расширяется до 8 м. В 1862 году набережную продлевают ещё дальше, до улицы Сант-Элен, а через 20 лет, в 1882-м — до улицы Карра.
Виллы и их сады постепенно разрушаются и заменяются дворцами, отелями и казино или жилыми зданиями. Растёт автомобильный трафик, и уже в к 1920-му году это вызывает проблемы в Ницце. В 1930 году, один из мэров Ниццы, Жан Медсэн, провёл вдоль набережной шоссе, и так же дополнил её скверами и пальмами, вплоть до бульвара Гамбетта. На этом расширение набережной не закончилось, оно продолжилось между 1949 и 1953 годами. Наконец, в 1965 году Английская набережная протянулась и достигла аэропорта Ниццы.

## Примечательные здания и сооружения
Вдоль Английской набережной располагается множество отелей, дворцов, казино и других сооружений. Все здания расположены по нечётной стороне улицы.
- Дом 1 — Отель «Меридьен» (Hôtel Méridien).
- Дом 15 — Средиземноморский дворец[фр.]. Здание построено в 1929 году Чарльзом и Марселем Далмасами. Из-за финансовых трудностей всё внутреннее сооружение дворца было уничтожено в 70-х годах 20 века и заменено современными постройками. При этом фасад в стиле ар-деко не пострадал совершенно, его подпёрли сваями и подстроили под него новое здание. Сейчас в нём располагается отель, казино и даже театр.
- Дом 19 — Отель «Вестминстер» (Hôtel Westminster).
- Дом 37 — Отель «Негреско» (Hôtel Negresco). Знаменитый отель в стиле классицизма назван по фамилии своего хозяина и открыт в 1912 году.
- Дом 65 — Средиземноморский университетский центр[фр.].
- Дом 223 — Отель «Radisson SAS».